# Játar
Játar és un municipi de la província de Granada a Andalusia. La seva extensió superficial és de 9,57 km² i el 2019 tenia 614 habitants. Forma part de la comarca d'Alhama.
Va ser una Entitat local autònoma dins el municipi d'Arenas del Rey, fins que al febrer de 2015 es va constituir com a municipi.
Játar va ser històricament un municipi independent fins que, a principis de 1973, es va fusionar amb Arenas del Rey i Fornes.